# Saint-Léger-de-Montbrun

Saint-Léger-de-Montbrun este o comună în departamentul Deux-Sèvres, Franța. În 2009 avea o populație de 1,214 de locuitori.